# Edzard 1. af Østfrisland
Edzard 1. (tillige kaldet Edzard den store) (født 1461 i Greetsiel, død 14. februar 1528 i Emden) greve af Østfrisland og huset Cirksena. 
Edzard var søn af greve Ulrich af Ostfriesland. Fra 1492 var han regerende greve i Østfrisland. Under hans regeringstid kom Harlingerland og Jever under østfrisisk styre. På denne tid gennemførtes tillige reformationen i Østfrisland, en ny landsret kom frem, og møntvæsenet blev reformeret. Udenrigspolitisk deltog Edzard i den sachsiske krig, blandt andet som modstander til den kejserlige statholder i Nederlandene. Edzard forsøgte tillige at underlægge sig den nederlandske by Groningen. 
Edzard tog i 1515 initiativet til den østfrisiske landret.